# الرقم الوطني
الرقم الوطني

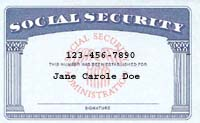

الرقم الشخصي أو رقم الضمان الاجتماعي أو الرقم الوطني كلها تسميات تدل على رقم تستخدمه الحكومات أثناء تسجيل المواطنين في سجلاتها الرسمية فتقوم بإعطاء كل مواطن رقم فريد يميزه عن بقية المواطنين متجاوزة بذلك الوقوع بخطأ تشابه الأسماء، ويتم الاعتماد عليه في الكثير من البلدان، ويتألف عادةً من 12 خانة على الأقل، ويستخدم هذا الرقم للدلالة على صاحبه لدى السلطات الحكومية والشركات الكبيرة والبنوك في بعض البلدان المتقدمة.
تختلف إستراتيجية توليد الرقم الوطني بين بلد وآخر، في سوريا على سبيل المثال يبدأ الرقم الوطني (من اليسار إلى اليمين) برقمين يتم استخدامهما كرمز للمحافظة المسجل فيها المواطن، وتكون بقية الأرقام عشوائية ويتم توليدها آلياً بواسطة الحاسب الآلي.
أما في السويد فهناك إستراتيجية جيدة يتم استخدامها لتوليد الرقم الوطني مما يجعله سهل الحفظ حيث يبدأ (من اليسار إلى اليمين) بثمانية أرقام مطابقة لتاريخ ولادة صاحب الرقم الوطني وبعد تلك الأرقام الثمانية تأتي علامة - (إذا كان الشخص بعمر أقل من مئة سنة وأما إذا كان أكبر من مائة سنة يتم استخدام علامة +) ثم يأتي بعدها أربعة أرقام عشوائية يتم توليدها عبر الحاسب الآلي (ما عدا الرقم الثالث من على اليسار حيث يتم استخدام الأرقام المفردة للذكور والأرقام المزدوجة للإناث).
مثال:
ولِدَ ذكر بتاريخ 2000/01/01 يكون رقمه الوطني 0010-20000101
ولِدَت إنثى بتاريخ 2000/01/01 يكون رقمها الموطني 0020-20000101
وعادةً ما يتم إعطاء المولود رقم شخصي فور ولادته عبر خط هاتف ساخن يربط المشافي السويدية بسلطة الضرائب أو خلال الأيام القليلة التي تلي الولادة مباشرةً.